# 第61回ゴールデングローブ賞
第61回ゴールデングローブ賞（だい61かいゴールデングローブしょう）は、2004年1月25日に授賞式が行われた。

## 受賞作品

### 映画

#### 作品賞（ドラマ部門）
『ロード・オブ・ザ・リング/王の帰還』
- 『コールド マウンテン』
- 『マスター・アンド・コマンダー』
- 『ミスティック・リバー』
- 『シービスケット』

#### 作品賞（ミュージカル・コメディ部門）
『ロスト・イン・トランスレーション』
- 『ベッカムに恋して』
- 『ビッグ・フィッシュ』
- 『ファインディング・ニモ』
- 『ラブ・アクチュアリー』

#### 主演男優賞（ドラマ部門）
ショーン・ペン - 『ミスティック・リバー』
- ラッセル・クロウ - 『マスター・アンド・コマンダー』
- トム・クルーズ - 『ラスト サムライ』
- ベン・キングズレー - 『砂と霧の家』
- ジュード・ロウ - 『コールド マウンテン』

#### 主演男優賞（ミュージカル・コメディ部門）
ビル・マーレイ - 『ロスト・イン・トランスレーション』
- ジャック・ブラック - 『スクール・オブ・ロック』
- ジョニー・デップ - 『パイレーツ・オブ・カリビアン/呪われた海賊たち』
- ジャック・ニコルソン - 『恋愛適齢期』
- ビリー・ボブ・ソーントン - 『バッドサンタ』

#### 主演女優賞（ドラマ部門）
シャーリーズ・セロン - 『モンスター』
- ケイト・ブランシェット - 『ヴェロニカ・ゲリン』
- ニコール・キッドマン - 『コールド マウンテン』
- ユマ・サーマン - 『キル・ビル』
- エヴァン・レイチェル・ウッド - 『サーティーン あの頃欲しかった愛のこと』
- スカーレット・ヨハンソン - 『真珠の耳飾りの少女』

#### 主演女優賞（ミュージカル・コメディ部門）
ダイアン・キートン - 『恋愛適齢期』
- ジェイミー・リー・カーティス - 『フォーチュン・クッキー』
- スカーレット・ヨハンソン - 『ロスト・イン・トランスレーション』
- ダイアン・レイン - 『トスカーナの休日』
- ヘレン・ミレン - 『カレンダー・ガールズ』

#### 助演男優賞
ティム・ロビンス - 『ミスティック・リバー』
- アレック・ボールドウィン - w:The Cooler
- アルバート・フィニー - 『ビッグ・フィッシュ』
- ピーター・サースガード - 『ニュースの天才』
- 渡辺謙 - 『ラスト サムライ』

#### 助演女優賞
レネー・ゼルウィガー - 『コールド マウンテン』
- マリア・ベロ - w:The Cooler
- パトリシア・クラークソン - 『エイプリルの七面鳥』
- ホープ・デイヴィス - 『アメリカン・スプレンダー』
- ホリー・ハンター - 『サーティーン あの頃欲しかった愛のこと』

#### 監督賞
ピーター・ジャクソン - 『ロード・オブ・ザ・リング/王の帰還』
- ソフィア・コッポラ - 『ロスト・イン・トランスレーション』
- クリント・イーストウッド -『ミスティック・リバー』
- アンソニー・ミンゲラ - 『コールド マウンテン』
- ピーター・ウィアー - 『マスター・アンド・コマンダー』

#### 外国語映画賞
『アフガン零年』
- 『みなさん、さようなら』
- 『グッバイ、レーニン!』
- 『イブラヒムおじさんとコーランの花たち』
- 『父、帰る』

#### 作曲賞
『ロード・オブ・ザ・リング/王の帰還』 - ハワード・ショア
- 『ビッグ・フィッシュ』- ダニー・エルフマン
- 『コールド マウンテン』 - ガブリエル・ヤレド
- 『真珠の耳飾りの少女』 - アレクサンドル・デスプラ
- 『ラスト サムライ』 - ハンス・ジマー

#### 主題歌賞
イントゥー・ザ・ウエスト by アニー・レノックス - 『ロード・オブ・ザ・リング/王の帰還』
- w:Man of the Hour by パール・ジャム - 『ビッグ・フィッシュ』
- w:You Will Be My Own True Love by アリソン・クラウス、 スティング - 『コールド マウンテン』
- w:Time Enough for Tears by アンドレア・コアー - 『イン・アメリカ/三つの小さな願いごと』
- w:The Heart of Every Girl  by エルトン・ジョン - 『モナリザ・スマイル』

#### 脚本賞
『ロスト・イン・トランスレーション』- ソフィア・コッポラ 
- 『コールド マウンテン』 - アンソニー・ミンゲラ
- 『イン・アメリカ/三つの小さな願いごと』 - ジム・シェリダン、カースティン・シェルダン、ナオミ・シェリダン
- 『ラブ・アクチュアリー』 - リチャード・カーティス
- 『ミスティック・リバー』 - ブライアン・ヘルゲランド

### テレビ

#### 作品賞（ドラマシリーズ）
『24 -TWENTY FOUR-』
- 『CSI:科学捜査班』
- 『NIP/TUCK マイアミ整形外科医』
- 『シックス・フィート・アンダー』
- 『ザ・ホワイトハウス』

#### 作品賞（コメディシリーズ）
『The Office』
- 『アレステッド・ディベロプメント』
- 『名探偵モンク』
- 『セックス・アンド・ザ・シティ』
- 『ウィル&グレイス』

#### 作品賞（ミニシリーズ/テレビ映画）
『エンジェルス・イン・アメリカ』
- 『美しきイタリア、私の家』
- 『新しい私』
- w:Soldier's Girl
- w:The Roman Spring of Mrs. Stone

#### 主演男優賞（ドラマシリーズ）
アンソニー・ラパーリア - 『WITHOUT A TRACE/FBI 失踪者を追え!』
- マイケル・チクリス - 『ザ・シールド ルール無用の警察バッジ』
- ウィリアム・ピーターセン - 『CSI:科学捜査班』
- マーティン・シーン - 『ザ・ホワイトハウス』
- キーファー・サザーランド - 『24 -TWENTY FOUR-』

#### 主演男優賞（コメディシリーズ）
リッキー・ジャーヴェイス- 『The Office』
- マット・ルブランク – 『フレンズ』
- バーニー・マック – w:The Bernie Mac Show
- エリック・マコーマック - 『ウィル&グレイス』
- トニー・シャルーブ – 『名探偵モンク』

#### 主演男優賞（ミニシリーズ/テレビ映画）
アル・パチーノ - 『エンジェルス・イン・アメリカ』
- アントニオ・バンデラス - 『バンデラスの英雄パンチョ・ヴィラ』
- ジェームズ・ブローリン - w:The Reagans
- トロイ・ギャリティ - w:Soldier's Girl
- トム・ウィルキンソン - 『新しい私』

#### 主演女優賞（ドラマシリーズ）
フランセス・コンロイ – 『シックス・フィート・アンダー』
- ジェニファー・ガーナー - 『エイリアス』
- アリソン・ジャネイ - 『ザ・ホワイトハウス』
- ジョエリー・リチャードソン - 『NIP/TUCK マイアミ整形外科医』
- アンバー・タンブリン - w:Joan of Arcadia

#### 主演女優賞（コメディシリーズ）
サラ・ジェシカ・パーカー - 『セックス・アンド・ザ・シティ』
- ボニー・ハント - w:Life with Bonnie
- リーバ・マッキンタイア - Reba
- デブラ・メッシング -『ウィル&グレイス』
- ビティ・シュラム - 『名探偵モンク』
- アリシア・シルヴァーストーン - 『miss match ミス・マッチ』

#### 主演女優賞（ミニシリーズ/テレビ映画）
メリル・ストリープ - 『エンジェルス・イン・アメリカ』
- ジュディ・デイヴィス - w:The Reagans
- ジェシカ・ラング - 『新しい私』
- ヘレン・ミレン - w:The Roman Spring of Mrs. Stone
- マギー・スミス - 『美しきイタリア、私の家』

#### 助演男優賞
ジェフリー・ライト - 『エンジェルス・イン・アメリカ』
- ショーン・ヘイズ - 『ウィル&グレイス』
- リー・ペイス - w:Soldier's Girl
- ベン・シェンクマン - 『エンジェルス・イン・アメリカ』
- パトリック・ウィルソン - 『エンジェルス・イン・アメリカ』

#### 助演女優賞
メアリー＝ルイーズ・パーカー - 『エンジェルス・イン・アメリカ』
- キム・キャトラル – 『セックス・アンド・ザ・シティ』
- クリスティン・デイヴィス -  『セックス・アンド・ザ・シティ』
- メーガン・ムラリー - 『ウィル&グレイス』
- シンシア・ニクソン – 『セックス・アンド・ザ・シティ』